# Alex Aiono
Martin Alexander "Alex" Aiono, född 16 februari 1996 i Utah, är en amerikansk sångare, skivproducent och skådespelare från Phoenix i Arizona. Aiono har bland annat medverkat i filmen Jakten på ʻOhana från 2021, samt i TV-serien Pretty Little Liars: Original Sin från 2022.

## Diskografi (i urval)

### Album
- 2020 – The Gospel at 23

### Singlar
| - 2013 – "Dosen't Get Better" - 2013 – "Young & Foolish" - 2015 – "Killer" - 2015 – "Ocean Love" - 2016 – "Wild" - 2017 – "Work the Middle" - 2017 – "Question" - 2017 – "Hot2Touch" (med Felix Jaehn och Hight) - 2017 – "Does It Feel Like Falling" (feat. Trinidad Cardona) - 2017 – "One at a Time" (med T-Pain) - 2018 – "Thinking About You" - 2018 – "Young Love" | - 2018 – "Big Mistake" - 2018 – "No Drama" - 2018 – "As You Need" - 2019 – "Her" - 2019 – "Unloving You" - 2019 – "White Roses" - 2019 – "I Can't Be Me" - 2019 – "Sober Again" - 2020 – "Another Life" (med Destiny Rogers) - 2020 – "I Miss You" (med PLS&TY och Wifisfuneral) - 2020 – "Filling Shoes" - 2020 – "2 Kids" - 2020 – "The Medicine" (med Dee Wilson) - 2020 – "Good Morning" |

## Filmografi

### Film
- 2021 – Jakten på ʻOhana
- 2024 – Beautiful Wedding

### TV
- 2022 – Pretty Little Liars: Original Sin (TV-serie)